# Conulariida
Le conularie sono un enigmatico gruppo di organismi estinti, i cui resti fossili si rinvengono in tutto il mondo, in terreni che vanno dal Proterozoico superiore al Permiano superiore (tra 550 e 250 milioni di anni fa). Alcuni paleontologi dubitano persino che le conularie appartengano al regno degli animali.
La famiglia Conulariidae (in passato Conulariida)  è monospecifica dell'ordine delle Conulatae.

## Descrizione
I fossili delle conularie si conservano come strutture simili a conchiglie, costituite da file di bastoncini di fosfato di calcio; l'aspetto era quello di un cono gelato, ma la simmetria era quadripolare (ovvero vi erano quattro angoli prominenti). Nuovi bastoncini si formavano durante la crescita dell'organismo; questo tipo di crescita dà l'impressione di avere a che fare con animali segmentati. Fossili eccezionalmente conservati hanno rivelato che dalla parte più ampia del cono si protendevano soffici tentacoli, mentre dalla parte più stretta fuoriusciva una sorta di peduncolo carnoso, che permetteva all'animale di ancorarsi al fondale marino più duro. Le ricostruzioni più verosimili di questi animali li mostrano con un aspetto che richiama gli anemoni di mare: il cono angolato e duro era tenuto perpendicolare al terreno sommerso, e i tentacoli emergevano dall'estremità superiore.

## Documentazione fossile
A parte i vendoconularidi (che potrebbero o meno appartenere al gruppo), i restanti fossili di conularie appaiono improvvisamente nel Cambriano medio (circa 510 milioni di anni fa); sembra che questi organismi prosperarono per molti milioni di anni, attraversando indenni numerose estinzioni di massa. Le conularie scomparvero del tutto nel Permiano superiore o forse nel Triassico inferiore (250-245 milioni di anni fa).

## Possibile stile di vita
Apparentemente le conularie vivevano solo in acque marine, come oceani o mari interni. I loro fossili sono comuni in rocce sedimentatesi al largo, anche in ambienti anossici e profondi. Questo fatto ha portato gli studiosi a pensare che questi animali potrebbero essere stati trasportati dalle correnti almeno per una fase della loro vita, finendo per essere sepolti in sedimenti anossici lontani dagli ambienti ricchi di ossigeno nei quali vivevano. In ogni caso, considerazioni meramente funzionali riguardo al notevole peso della conchiglia rendono difficile qualunque interpretazione di questo tipo.

## Filogenia
I conulariidi comprendono circa una ventina di generi e centocinquanta specie. I loro fossili sono presenti in ogni tipo di depositi marini paleozoici in diverse parti del mondo, tranne nel continente antartico . La confusione sulla sistematica del gruppo ha spinto a classificarli successivamente fra gli anellidi, i cordati, i molluschi o anche come un phylum a parte , come proposto da Babcock nel 1991. Questi organismi vennero considerati appartenenti agli cnidari, nel gruppo degli antozoi . La mancanza di setti o di qualunque altro carattere diagnostico, però, condusse i ricercatori ad abbandonare questa ipotesi. Nel 2002 Ivantsov e Fedonkin proposero di classificare i conulariidi insieme agli organismi a simmetria triradiale (Trilobozoa), a causa di possibili antenati (Vendoconularia) dotati di struttura esaradiale . La simmetria tripartita è tipica di alcuni organismi precambriani, come Tribrachidium. Nel 2006, Van Iten e colleghi ipotizzarono , a partire da resti fossili particolarmente ben conservati, che le conularie avessero anche una fase medusoide, con la nascita di efire (giovani meduse capaci di nuotare) per strobilazione, ossia per riproduzione asessuata dal polipo; questa particolarità e la presenza di un periderma che copre totalmente il polipo (come nelle meduse coronate) avvicinerebbe le conularie alle scifomeduse piuttosto che alle stauromeduse.
Attualmente, sono classificati fra gli cnidari, come ordine parallelo alle stauromeduse, delle quali condividono lo stile di vita ed altre similarità ed hanno punti in comune anche con le coronate. La scoperta, grazie a fossili del Devoniano trovati nel bacino del Paraná in Brasile , che i membri delle Conulatae erano animali sessili (ossia ancorati a un substrato) ha finalmente deciso l'inclusione di quest'ordine nella nuova classe Staurozoa .
I conularidi, in ogni caso, non sono generalmente associati alla cosiddetta fauna di Ediacara, dal momento che i loro resti si rinvengono in sedimenti di epoca successiva, per un periodo di tempo di quasi 300 milioni di anni. Si pensa che i conulariidi  svilupparono la loro struttura quadripartita da un antenato a simmetria esalaterale, come  Vendoconularia. Quest'ultimo, quindi, potrebbe essere derivato da trilobozoi primitivi a forma di disco e a simmetria tripartita, come Tribrachidium.

## Perle di conularie
I conulariidi producevano perle all'interno delle loro conchiglie, così come le ostriche e alcuni gasteropodi attuali. Queste perle danno alcuni indizi sull'organizzazione anatomica interna di questi animali. A causa della loro composizione di fosfato di calcio e della loro età molto antica, queste produzioni non vengono usate come oggetti decorativi.

## Lista dei generi
- Aciconularia
- Adesmoconularia
- Anaconularia
- Archaeoconularia
- Australoconularia
- Barbigodithreca
- Calloconularia
- Circonularia
- Climacoconus
- Conchopeltis
- Conomedusites
- Conularia
- Conulariella
- Conularina
- Conulariopsis
- Ctenoconularia
- Diconularia
- Eoconularia
- Exoconularia
- Flectoconularia
- Garraconularia
- Glyptoconularia
- Gondaconularia
- Hexangulaconularia
- Holoconularia
- Mabianoconullus
- Mesoconularia
- Metaconularia
- Neoconularia
- Notoconularia
- Palaenigma
- Paraconularia
- Pseudoconularia
- Quadrosiphogonuchites
- Reticulaconularia
- Sphenothallus
- Tasmanoconularia